# Medelpads runinskrifter 7
Runinskrift M 7 är en runsten som är inmurad vågrätt i en vägg till Tuna kyrka i Tuna socken och Sundsvalls kommun i Medelpad.

## Stenen
Stenen vars nederdel saknas är 105 cm hög och 45 cm bred. Den var redan under 1600-talet inmurad i kyrkan och under flera år överrappad innan den frilades. Ytterligare något mer av stenen blev synligt vid en invändig renovering av kyrkan 2008.

## Inskriften
Translitterering av runraden:
(þ)(u)rs-i[n] riti stin þin... ... ...aþur : sin : hakun markaþi
Normalisering till runsvenska:
Þors[t]æinn retti stæin þenn[sa] ... [f]aður sinn. Hakon markaði.
Översättning till nusvenska:
Torsten reste denna sten (efter NN f)ader sin. Håkan märkte.